# Siergijewskij (rejon kołomieński)
Siergijewskij (ros. Сергиевский) – osiedle w Rosji, w obwodzie moskiewskim, w rejonie kołomieńskim. W 2010 liczyło 3397 mieszkańców.